# Клещёв, Иван Иванович

Портрет И. И. Клещёва

Ива́н Ива́нович Клещёв (26 января 1918, с. Курячовка, Харьковская губерния — 31 декабря 1942, Рассказово, Тамбовская область) — советский военный лётчик, участник Великой Отечественной войны, командир эскадрильи 521-го истребительного авиационного полка (31-я смешанная авиационная дивизия, Калининский фронт, майор. Герой Советского Союза (1942).

## Биография
Родился 26 января 1918 года в селе Курячовка (ныне — Марковского района Луганской области, Украина) в семье рабочего. Украинец.
После окончания шести классов школы в родном селе он уехал в Луганск и там поступил в педагогический техникум, первый курс которого окончил в 1933 году. После этого Ивану пришлось оставить учёбу и начать трудиться: сначала — слесарем на паровозостроительном заводе в Луганске (1933—1934 гг.), а затем — арматурщиком на строительстве завода по выпуску узкоколейных паровозов внутризаводского транспорта под Новочеркасском (1934—1935 гг.). С «Паровозстроем» Иван расстался в конце лета 1935 года, так как перебрался в г. Ростов-на-Дону, где поступил в физкультурный техникум. Но учиться в нём ему довелось лишь 3 месяца. В самом же конце 1935 года он вновь стал арматурщиком, но уже на рыбозаводе в г. Ростове-на-Дону. Свою работу там он совмещал с обучением лётным навыкам в аэроклубе, который окончил в 1936 году.
В РККА с 1937 года. Окончил военную школу лётчиков-истребителей. Участник боёв на реке Халхин-Гол (Монголия) в 1939 году. Член ВКП(б) с 1940 года. Участник Великой Отечественной войны с июня 1941 года.
Командир эскадрильи истребительного авиационного полка майор Иван Клещёв к середине марта 1942 года совершил 220 боевых вылетов, в 30 воздушных боях сбил лично 6 и в составе группы — 13 самолётов противника.
Указом Президиума Верховного Совета СССР «О присвоении звания Героя Советского Союза начальствующему и рядовому составу Красной Армии» от 5 мая 1942 года за «образцовое выполнение боевых заданий командования на фронте борьбы с немецкими захватчиками и проявленные при этом отвагу и геройство» удостоен звания Героя Советского Союза с вручением ордена Ленина и медали «Золотая Звезда».
В мае 1942 года Клещёв был назначен командиром особого 434-го истребительного авиационного полка (ИАП). В состав полка вошли специально подобранные лётчики с большим боевым опытом. Полк курировал лично Василий Сталин, с которым Клещёв находился в дружеских отношениях. С 13 июня по 6 июля 1942 года лётчики полка вели напряжённые воздушные бои на Юго-Западном фронте. С июля по октябрь 1942 года 434-й ИАП воевал под Сталинградом. 19 сентября 1942 года, в ходе воздушного боя, самолёт Клещёва был подожжён. Лётчик выбросился с парашютом. Сильно обгоревшего, его отправили в госпиталь. После выздоровления, с ноября 1942 года, проходил службу в Инспекции ВВС РККА и в управлении 269-й истребительной авиационной дивизии резерва Ставки ВГК.
Служебные дела в декабре 1942 года привели Ивана Клещёва на аэродром г. Рассказова, где базировался 6-й запасной авиационный полк (ЗАП). Основная деятельность полка была направлена на восстановление боеспособности выводимых с фронта обескровленных частей, их доукомплектование и подготовку к боям.
Погиб 31 декабря 1942 года при посадке на аэродром Рассказово (Тамбовская область) в неблагоприятных метеоусловиях.
К моменту своей гибели Иван Иванович Клещев совершил 380 боевых вылетов, сбил лично и в составе группы около 50 самолётов противника. В источниках число побед Клещева разнится, приводятся различные данные — от 35 до 54 самолётов. Наиболее часто встречаются цифры — 16 самолётов противника лично и 32 — в группе.
Похоронен в городе Рассказово Тамбовской области.

## Награды
- Медаль «Золотая Звезда» (№ 569),
- Орден Ленина,
- Два ордена Красного Знамени,

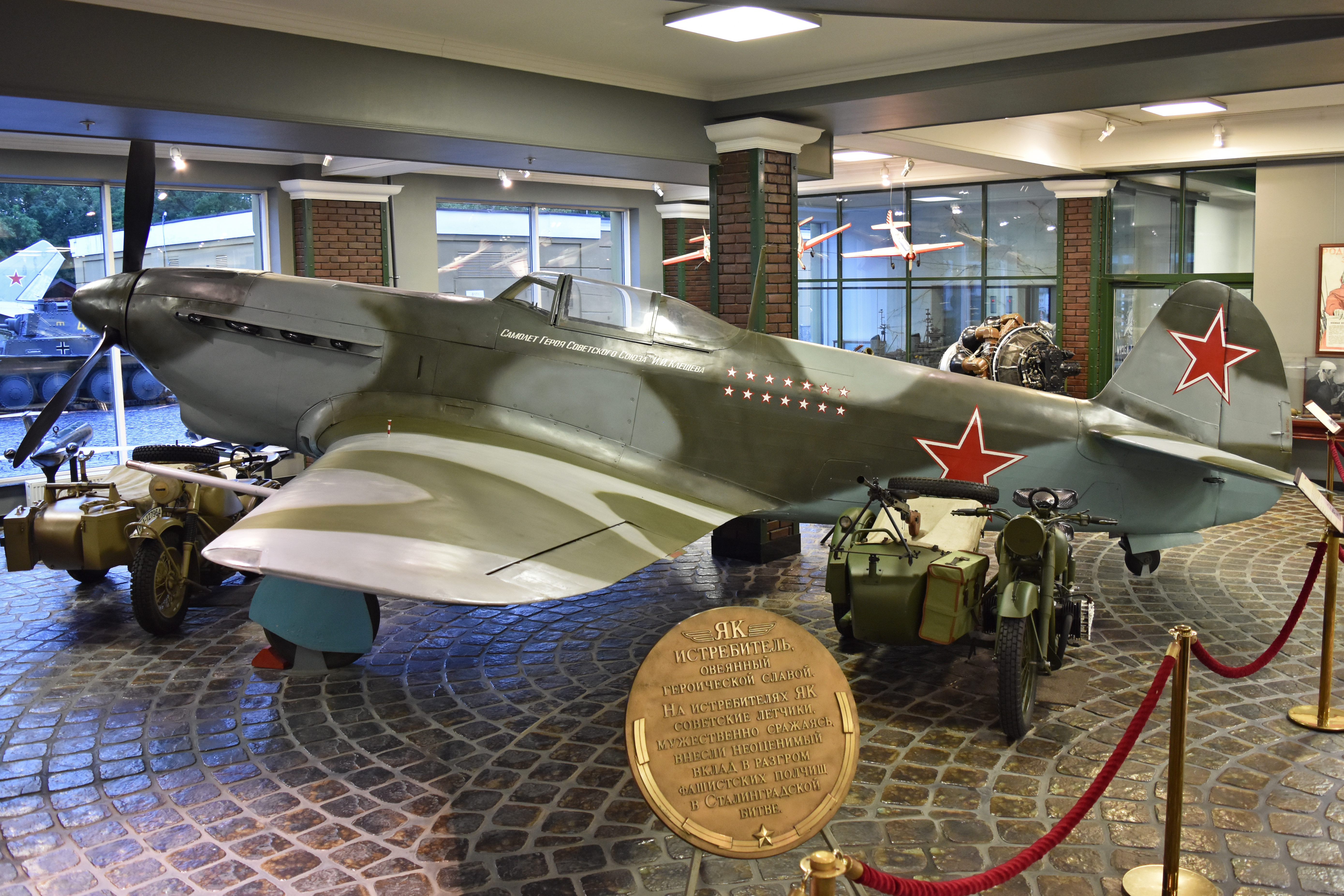
Як-9 Ивана Клещёва в музее техники Вадима Задорожного

- Орден Отечественной войны 2-й степени,

## Личная жизнь
С 1939 года и до своей гибели Иван Клещёв поддерживал отношения с актрисой Зоей Фёдоровой. Официально брак не был зарегистрирован.

## Память

Памятная доска на здании заводоуправления НЭВЗ

- Истребитель Як-9 Ивана Клещёва с 14-ю звёздочками на борту, являющимися отметками о личных победах, в настоящее время хранится в Музее Техники Вадима Задорожного.
- На здании заводоуправления НЭВЗ в Новочеркасске установлена мемориальная доска в честь Героя.
- Одна из улиц Новочеркасска названа его именем.
- В городе Пинске (Беларусь) в его честь назван аграрно-технический колледж.